# 24/7 - The Passion of Life
24/7 - The Passion of Life es una película del año 2005 dirigida por Roland Reber, aunque estrenada al año siguiente.

## Argumento
Una muchacha “de buena familia”, Eva (Marina Anna Eich), conoce fortuitamente en un accidente de moto a otra joven, Magdalena (Mira Gittner) y, al visitarla en su casa, descubre que lleva una doble vida como Dómina.
Eva se deja fascinar por la sensual llamada de la cultura BDSM. Su anfitriona le lleva de la mano en un camino de descubrimientos sensoriales y sexuales a través de locales liberales y estudios de S/M. Conoce a Mike (Michael Burkhardt), que desde ese momento es su acompañante durante un apasionado viaje iniciático hacia la ruptura y la liberación final. 
La película propone una ecuación difícil de asumir pero no por ello menos digna de estudio, entre sexualidad, religión y sadomasoquismo. La película desarrolla este triunvirato y lo lleva tan lejos como hasta la elección de la música, los nombres de los actores principales, la larga sesión en la que se pretende reproducir los dolores de la agonía de Cristo, etc. 
Para algunos, se trataría de sustituir la espiritualidad religiosa por la sadomasoquista. Para otros, la permanente provocación a los estamentos religiosos pretende simbolizar la búsqueda de la libertad individual a través de la entrega absoluta al “otro”, y a través de la ruptura con todos los valores establecidos, tomando la religión como referencia más sólida en el tiempo.
(WTP international)